# Ла-Бальм-ле-Грот
Ла-Бальм-ле-Гротт (фр. La Balme-les-Grottes) — коммуна во Франции, находится в регионе Рона — Альпы. Департамент коммуны — Изер. Входит в состав кантона Кремьё. Округ коммуны — Ла-Тур-дю-Пен.
Код INSEE коммуны — 38026. Население коммуны на 1999 год составляло 675 человек. Населённый пункт находится на высоте от 192 до 383 метров над уровнем моря. Муниципалитет расположен на расстоянии около 410 км юго-восточнее Парижа, 40 км восточнее Лиона, 80 км севернее Гренобля. Мэр коммуны — Didier Chapit, мандат действует на протяжении 2001—2008 гг.
Динамика населения (INSEE):